# Afro-Shirazi Party
Die Afro-Shirazi Party (ASP) war eine muslimische  Partei auf Sansibar, die 1957 gegründet wurde.

## Entwicklung

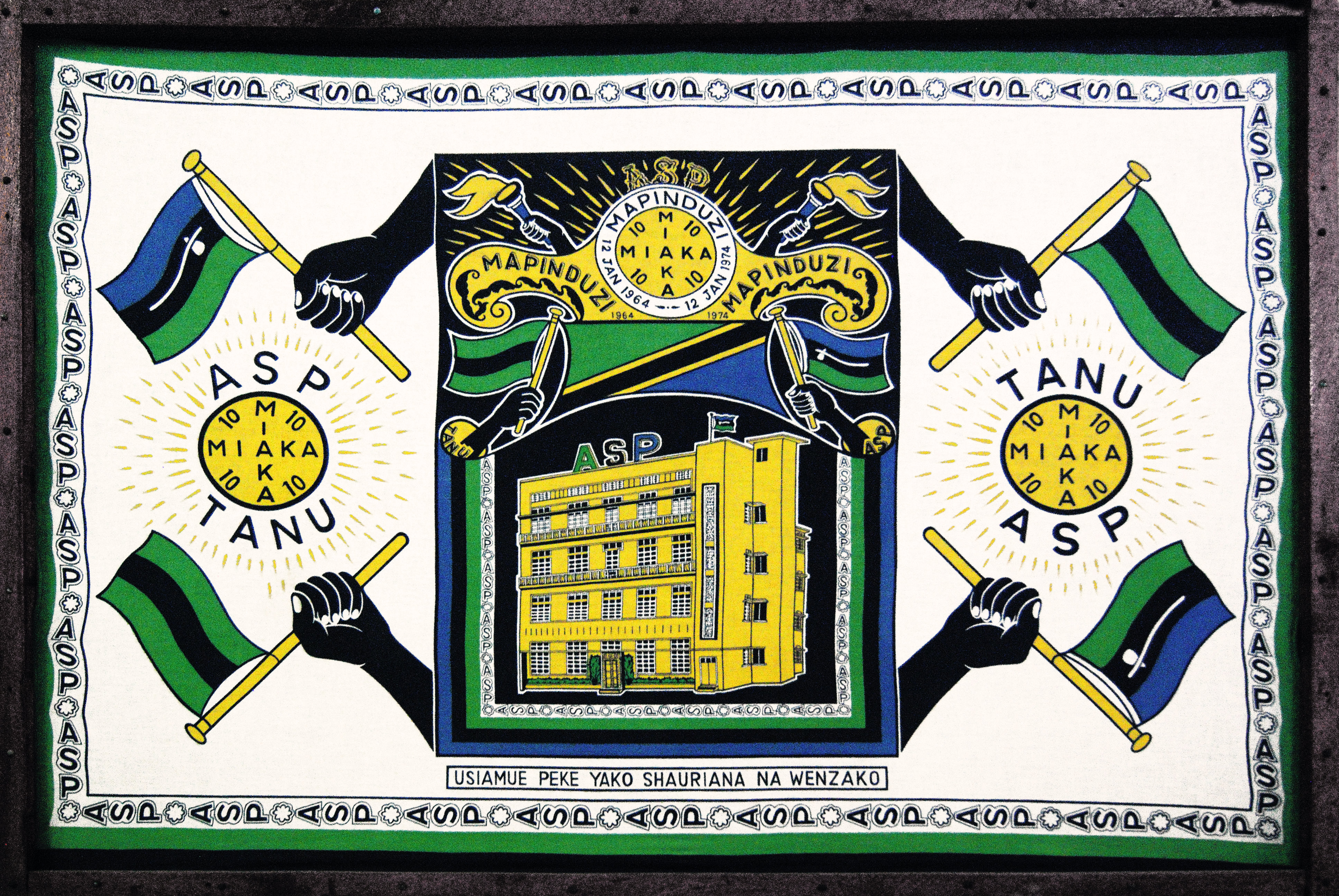
ASP-Poster, welches die Vereinigung mit der TANU feiert

Die Partei war eine Vereinigung der Shirazi Party als Vertreterin der alteingesessenen Afrikaner auf Sansibar und der Afro Party, die von Zuwanderern vom Festland gebildet wurde. Vorsitzender und Mitbegründer war Abeid Amani Karume. Ziel war die Interessenvertretung gegen die arabische und indische Bevölkerungsgruppen, die die politische und wirtschaftliche Macht auf Sansibar innehatten.
Die Partei führte 1964, zusammen mit der linksradikalen Umma Party, den Putsch gegen den Sultan an und rief am 12. Januar 1964 die Volksrepublik Sansibar und Pemba aus. Am 26. April schlossen sich die Volksrepublik und der benachbarte Staat Tanganjika zu Tansania zusammen.
Nachdem 1965 die Tanganyika African National Union (TANU) zur Einheitspartei auf dem Festland erklärt worden war, vereinigte sich die ASP mit ihr zur neuen Einheitspartei Chama Cha Mapinduzi. Diese wurde die einzige legale Partei Tansanias und war laut Verfassung dem Parlament und der Regierung übergeordnet. Vorsitzender der Einheitspartei wurde Staatspräsident Julius Nyerere. Karume wurde erster Vizepräsident. Er kam durch ein Attentat 1972 ums Leben.